# Cornufer vertebralis
Cornufer vertebralis е вид жаба от семейство Ceratobatrachidae. Видът не е застрашен от изчезване.

## Разпространение
Разпространен е в Папуа Нова Гвинея и Соломонови острови.

## Описание
Популацията на вида е стабилна.